# Ingo Knollmann

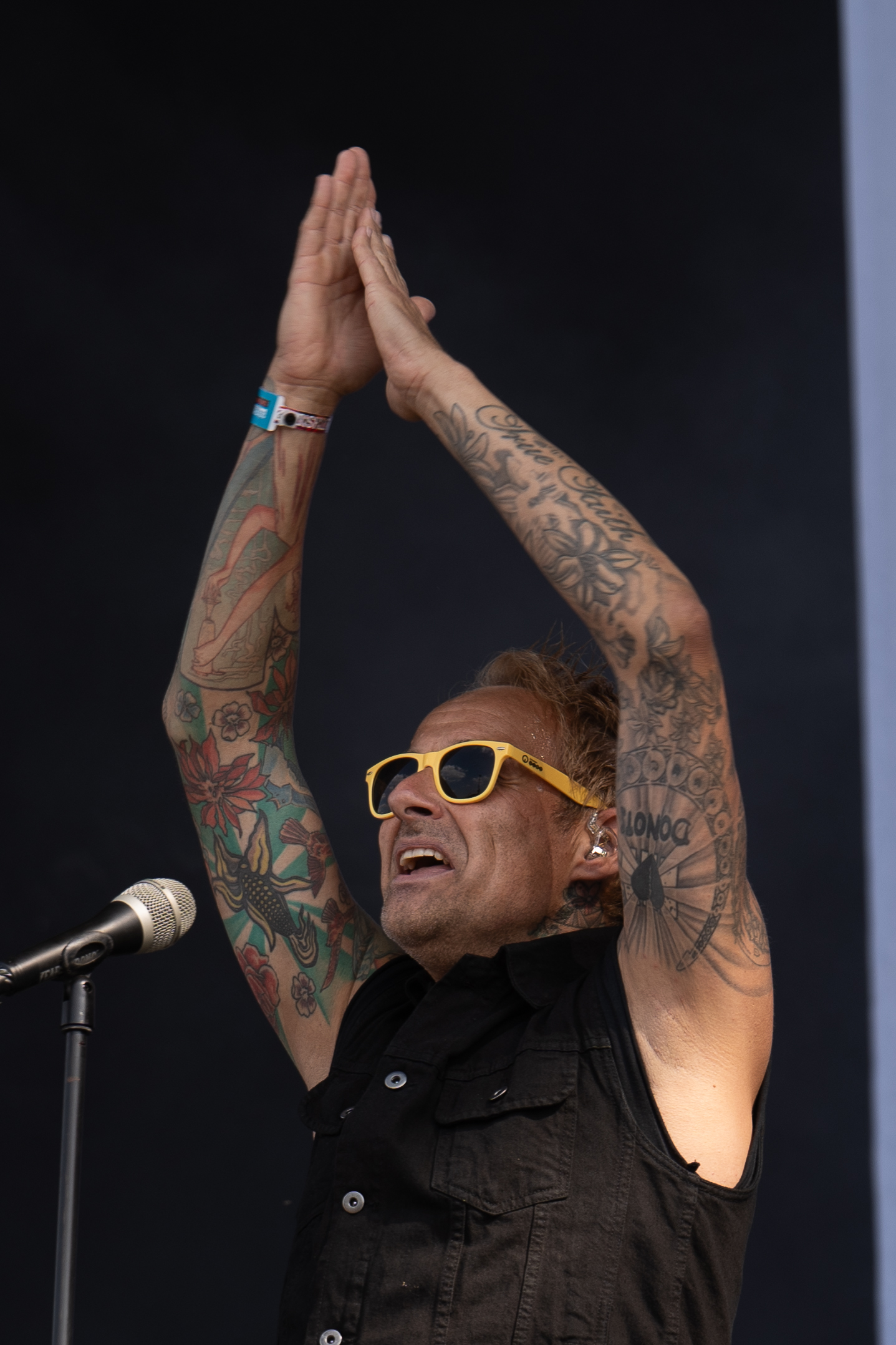
Ingo Knollmann, 2023

Ingo Knollmann (* 14. August 1976 in Ibbenbüren), Künstlername Ingo Donot, ist ein deutscher Sänger. Bekannt wurde er als Frontmann der Band Donots.
Knollmann wuchs mit zwei Geschwistern in Ibbenbüren auf. Nach dem Abitur am Johannes-Kepler-Gymnasium begann er an der Westfälischen Wilhelms-Universität ein Lehramtsstudium für Englisch. Aufgrund des Erfolgs seiner Band Donots gab er 1998 sein Studium auf und widmete sich ausschließlich der Musik. Nebenbei ist Knollmann auch als Comic-Zeichner aktiv.
2005 gründete Knollmann in Japan sein eigenes Plattenlabel Solitary Man Records mit dem Ziel, europäische Bands wie die Beatsteaks oder Muff Potter auch dort bekannt zu machen. Nachdem das Label GUN Records (Sony BMG) den Plattenvertrag der Donots gekündigt hatte, gründete Knollmann einen deutschen Ableger, um das Donots-Album Coma Chameleon zu veröffentlichen.
Ende 2010 gründete Knollmann zusammen mit den damaligen Waterdown-Mitgliedern Christian Kruse (Gitarre, Bass, Gesang) und Philipp Meyer (Schlagzeug) die Band Schrappmesser. Schrappmesser spielen Punkrock mit humorvollen plattdeutschen Texten und werden bei Live-Auftritten von Ingo Knollmanns Bruder Guido unterstützt. Seit 2020 ist er auch als Sänger der Band Duchamp aktiv.
Neben der Tätigkeit als Sänger arbeitet Knollmann als Produzent für andere Bands. So produzierte er 2006 das Waterdown-Album All Riot.
Seit April 2021 moderiert Knollmann jeden zweiten Donnerstag im Monat die Donots Rockshow bei Radio Bob.

## Diskografie
Für die Veröffentlichungen mit den Donots siehe: Donots#Diskografie
- 2000 New Rock Conference: Heal Yourself
- 2007 Jupiter Jones: Entweder geht diese scheußliche Tapete – oder ich
- 2008 Moonbound: Confession and Release
- 2009 Eat the Gun: Super Pursuit Mode Aggressive Thrash Distortion
- 2009 Jupiter Jones: Holiday in Catatonia
- 2011 Schrappmesser: The Shape of Platt to Come
- 2014 Schrappmesser: Schlachtrufe Stimmungshits
- 2018 Rogers: Zu spät
- 2021 Duchamp: Slingshot Anthems